# Peterhead Old Parish Church

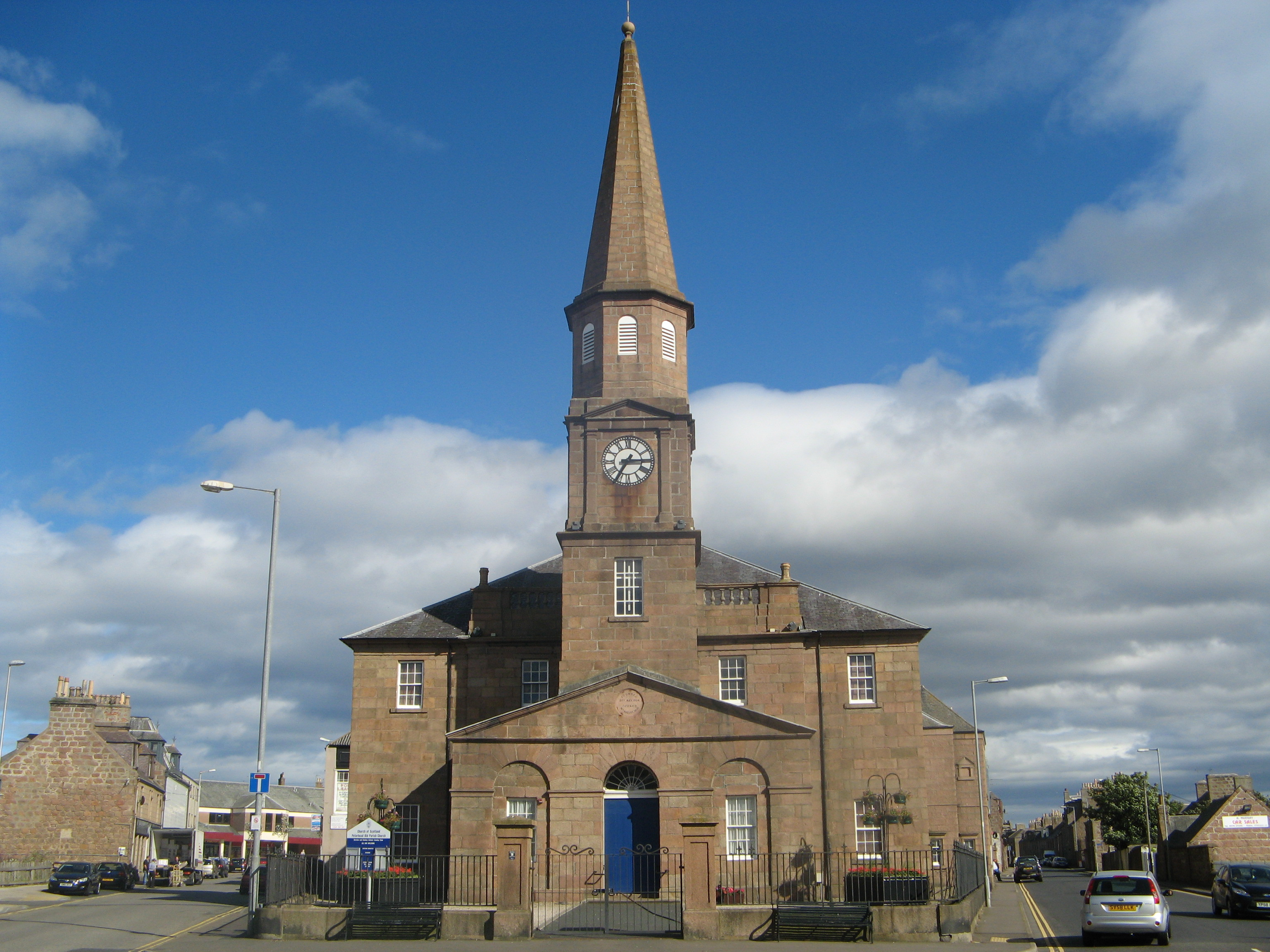
Peterhead Old Parish Church

Die Peterhead Old Parish Church ist eine ehemalige Pfarrkirche der presbyterianischen Church of Scotland in der schottischen Kleinstadt Peterhead in der Council Area Aberdeenshire. 1971 wurde das Bauwerk in die schottischen Denkmallisten in der höchsten Denkmalkategorie A aufgenommen.

## Geschichte
Mit der St Peter’s Church verfügte Peterhead bis ins 18. Jahrhundert über eine mittelalterliche Pfarrkirche. 1771 wurde ein Kirchenneubau fertiggestellt, womit die alte Kirche aufgelassen wurde. Bereits acht Jahre später wurde dieser Bau als unsicher eingestuft. Nachdem er 1795 keinen ausreichenden Platz für die wachsende Gemeinde mehr bot, wurde der Neubau eines größeren Kirchengebäudes beschlossen. Die 1771 errichtete Kirche wurde zwischenzeitlich weitgehend abgetragen.
Die heutige Peterhead Old Parish Church wurde zwischen 1804 und 1806 nach einem Entwurf des in Edinburgh ansässigen Architekten Alexander Laing errichtet. 1894 und 1966 wurde das Gebäude überarbeitet. Im Mai 2016 fusionierte die Kirchengemeinde der Peterhead Parish Church mit der Nachbargemeinde, deren Kirche fortan als Pfarrkirche genutzt wurde.

## Beschreibung
Die Peterhead Old Parish Church befindet sich an der Einmündung der Maiden Street in die Erroll Street nahe der Peterhead Bay. Der längliche Granitbau ist streng klassizistisch ausgestaltet. Das rundbogige Eingangsportal an der Westseite schließt mit einem Dreiecksgiebel. Entlang der Seitenfassaden sind Rundbogenfenster eingelassen. Oberhalb des Eingangsportals erhebt sich ein 36 Meter hoher Glockenturm, der über eine Steinbalustrade harmonisch in die Gebäudestruktur übergeht. Die U-förmige Galerie im Inneren ruht auf dorischen Säulen.